# ディアンザカレッジ

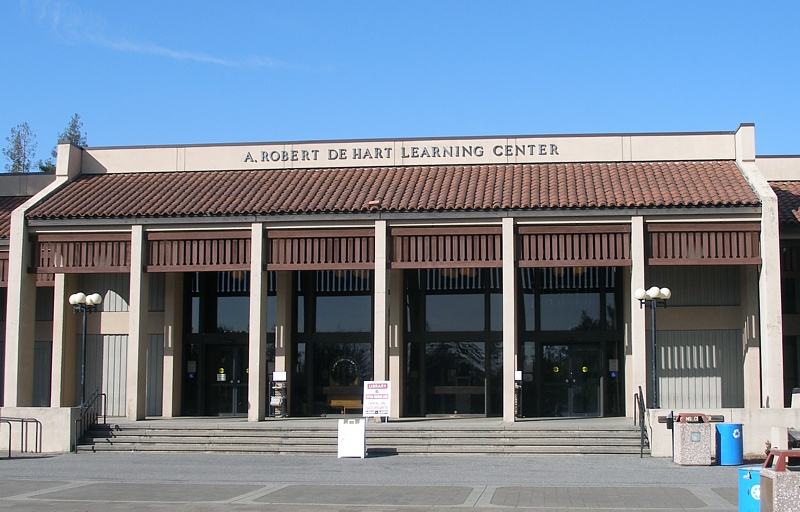
ロバート・デ・ハート・ラーニングセンター

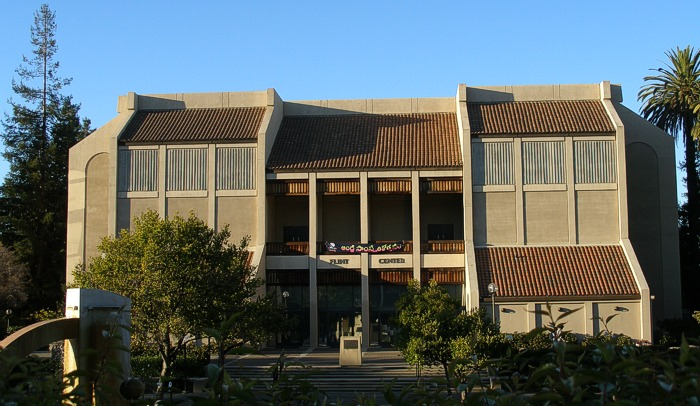
代表的な講堂、フリントセンター

ディアンザカレッジあるいはデアンザカレッジ（De Anza College）は、カリフォルニア州クパティーノにある州立コミュニティ・カレッジ。面積は453,000 m²（112エーカー）。ボーリューワイナリーという場所に1967年に設立され、スペインの探検家フアン・バウティスタ・デ・アンサ（1776年にこの領域を切り開いた人物）にちなんで名付けられた。同地区にあるApple Computerの成長と共に、ディアンザカレッジは小さい町であるクパティーノをシリコンバレーの不可欠な一部に押し上げた。同校はカリフォルニア大学とカリフォルニア州立大学への毎年の編入生総数において一、二を争うとランク付けされている。
ディアンザはアメリカでもっとも大きい単一キャンパスの公立大学のひとつ。秋学期には50カ国以上から2万5000人程の学生を受け入れている。同校はまた敷地内にかつて"Le Petit Trianon"と呼ばれていたCalifornia History Centerを有している。一クラスあたりの生徒数は平均して30人程で、毎年2,800名の生徒が編入を果たしている。ディアンザカレッジの現在の学長はBrian Murphy。これらの実績は他国からの留学生にとって魅力的である。
ディアンザカレッジは姉妹校のフットヒルカレッジと共に、シリコンバレーのフットヒルアンドディアンザカレッジ学区に含まれる。地区はクパティーノ、ロスアルトス、ロスアルトスヒルズ、マウンテンビュー、パロアルト、サニーベイル、およびサンノゼ市を管轄する。これらの管轄拠点はフットヒルキャンパスにある。
同校は主な劇場、フリント・センターで毎年、数人の有名人と高官を演説約束に招待している。
ディアンザカレッジは同キャンパス内に警察を保有している。彼らは本職の警察官とアルバイトの学生から構成されている。警察官は手錠および銃・警棒を装備している。一方アルバイトの警察官はポロシャツとスラックス、ジャケットを羽織っているが、武器は装備していない。

## 人口動静
2005年秋時点での調査ディアンザ大学の人口は23,255人であり、コミュニティカレッジとしては有数の規模を誇る。そのうち、3,277人(14.1%)はアメリカ国外の高校または相当する教育機関を卒業している留学生である。
人種的な構成は、アジア・太平洋諸島系41%、白人26%、ヒスパニックまたはラテン系14%、アフリカン・アメリカン5%、その他の人種および混血19%となっている。
学生の57%は準学士号の取得または4年制大学への編入を目指しているが、プレースメントテストを受ける学生の85%～90%は英語または数学にて大学レベルに達していない。2004年度にEnglish as a Second Languageクラスを受けた学生は16,000人以上にのぼる。

## 特筆すべき建物

### フリント・センター
フリント・センターはディアンザカレッジの敷地内にある施設だが、独立して運営されている。名称はフットヒルカレッジ創始者のDr. Calvin C. Flintに由来する。
舞台芸術センターとして1971年に開館し、5階建てで2400席を持っていた。1984年にAppleのスティーブ・ジョブズがここで初代マッキントッシュを発表したことで特に有名である。その後も長くAppleの発表に用いられ、2014年にApple Watchを発表したのもフリント・センターであった。しかし運営は思わしくなく、2015年には2000人以上を集めたイベントは6-7回に過ぎなかった。2019年に閉館し、5年後の2024年12月に解体された。跡地には新たに「Creative Arts Building」が建設される予定。

### ユーフラット美術館
ユーフラット美術館は、全ての年代の観客に対して芸術への感心と創造性を掻きたてるために建設された建物である。ユーフラット教授陣・芸術家やディアンザ学生インターン等合同で公共アートを創るプロジェクトが毎年行われている。
美術館は毎週月曜日から木曜日まで営業している。

### キルシュ・センター
2005年にディアンザカレッジ内で開業したキルシュ・センターは、環境持続性をテーマにした先進的な建物である。哲学は「建物からエネルギー・資源・スチュワードシップを教わる」というものである。アメリカの州立大学の中で初めてLEEDプラチナレーティングを受賞し、全米が倣うべきお手本となっている。
100以上の環境学の授業がこの建物で行われている他、学生はオープン学習ステーションを自由に使うことができる。
この建物の特徴として、以下が挙げられる：
- 屋根に設置されたソーラーパネル
- 先進的自然換気システム
- 日光を活用した照明
- 省エネ志向、及び省エネを意識したレイアウト
- 水の節約と排水管理
- 放射熱を利用した冷暖房
- 野生動植物のための造園[8]

## 生徒会
ディアンザカレッジは他の大学と同じように、ディアンザ・アソシエイテッド・スチューデント・ボディー(DASB)という生徒会を有する。しかし他の州立大学とは決定的に違う点として、約100万ドルという巨額な年間予算を運用している（他は50万ドル未満がほとんど）。この予算の大半は、学生が学問で成功するよう支援するプログラムやサービス等に充てられている他、4年制大学からゲストスピーカーを招待し編入への戦略をアドバイスを行っていたりする。
DASBは30人の議員で構成され、ディアンザカレッジの全学生を代表する。会議は毎週水曜日の午後に行われ、誰でも見学が可能である。生徒会選挙は毎年5月頃に行われ、キャンパスで候補者のポスターやクラスでの演説を目にしない学生はいなくなる。これは選挙に勝つためだけでなく、候補者がディアンザカレッジの全学生を代表する能力があることを試すものでもある。
DASBには6つの委員会が存在する：
- 予算委員会
- 学生権利・サービス委員会
- 総務委員会
- マーケティング委員会
- 多様性・イベント委員会
- 環境持続性委員会

### フリーマーケット
DASBはまた、毎月第一土曜日にキャンパスの駐車場でディアンザ・フリーマーケットを開催している。出店の数は825個あり、天気の良い日には1万5000人から2万人の客が買い物に来る。1980年代にDASBが資金調達のため始めたフリーマーケットは現在でも学生の事業であり、DASBの重要な財源のひとつでもある。

## インターンシップ
ディアンザカレッジは大勢の優秀な学生がいる他、多くのキャンパス外インターンシップを提供していることでも知られる。中でも有名なのがNASAのエイムズ研究センターであり、キャンパスから車で10分という距離や給料の良さなどで人気がある。

## 著名な出身者
- en:Mervyn Fernandez, 元MLBプレイヤー
- en:Ron Gonzales, 元サンノゼ市長
- テリー・ハッチャー, 女優
- en:Joe Murray, Emmy受賞作家
- en:Jeff Sevy, 元ＮＦＬプレーヤー
- en:Jhonen Vasquez, 漫画家
- レン・ワイズマン, 映画監督
- ケイ・グラント（ラジオDJ）
- 合田圭介, 東京大学教授
- スティーブ・ジョブズ  【Apple創業者】
- スティーブ・ウォズニアック【Apple創業者】
- 八木亜希子【アナウンサー謙女優】

## 参考
1. ↑  “アーカイブされたコピー”. 2012年2月17日時点のオリジナルよりアーカイブ。2011年6月18日閲覧。
2. ↑  http://www.deanza.edu/studentsuccess/title3/ReaderGuide-InstitutionalNarrative.pdf
3. 1 2 3 4 5  Stephanie Lam (2024年12月19日). “Cupertino: Iconic Flint Center undergoes demolition five years after closing”. SiliconValley.com
4. 1 2 3  「スティーブ・ジョブズが初代Macintoshを発表した場所が今やがれきの山になっている」『Gigazine』2024年12月19日。